# Martyn Waghorn
Martyn Waghorn, född 23 januari 1990 i South Shields, är en engelsk fotbollsspelare som spelar för Huddersfield Town, på lån från Coventry City.

## Karriär
Martyn Waghorn skrev på för Sunderlands akademi som åttaåring. Nio år senare plockades han upp till a-laget. Waghorns debut var mot Manchester United, Sunderland förlorade visserligen matchen men den dåvarande tränaren Roy Keane trodde att Waghorn skulle få en lysande karriär. I november 2008 lånades Waghorn ut till Charlton Athletic. I Charlton spelade Waghorn sju matcher och gjorde ett mål. I augusti 2009 lånades Waghorn ut till Leicester City. Debuten kom mot Swansea City där han som inhoppare gjorde sitt premiärmål. När januari transferfönstret kom förlängdes Waghorns lånekontrakt då han imponerat på den dåvarande tränaren Nigel Pearson. Waghorn fick under det nya året en plats i förstaelvan, detta tackade han för genom att göra nio mål innan säsongens slut. Dock slutade Waghorns lånperiod i Leicester snöpligt då han missade sin straff i Premier League-kvalet mot Cardiff City och Waghorn bars av planen gråtande av andra spelare.
I augusti 2010 skrev Waghorn på ett fyra års kontrakt med Leicester, övergångssumman uppskattades till £2m.
Den 7 augusti 2017 värvades Waghorn av Ipswich Town, där han skrev på ett tvåårskontrakt. Den 8 augusti 2018 värvades Waghorn av Derby County, där han skrev på ett treårskontrakt.
Den 2 juli 2021 värvades Waghorn av Coventry City, där han skrev på ett tvåårskontrakt. Den 13 januari 2023 lånades Waghorn ut till Huddersfield Town på ett låneavtal över resten av säsongen.

## Meriter
Leicester City
- Årets unga spelare: 2010